# Hornyák Dóra
Hornyák Dóra (Debrecen, 1992. január 24. –) magyar válogatott kézilabdázó.

## Pályafutása

### Klubcsapatokban
Élvonalbeli pályafutását szülővárosának csapatában a DVSC-ben kezdte, ahol öt szezont töltött el. 2006. szeptember 16-án éves, 7 hónapos és 23 napos korában egy Vasas elleni mérkőzésen mutatkozott be a magyar első osztályba. 2010-ben és 2011-ben második helyen végzett csapatával az élvonaléban és pályára lépett a Bajnokok Ligája csoportkörében is. Mivel akkoriban anyagi gondokkal küzdött nevelőklubja, a bizonytalan helyzet miatt 2011-ben a Veszprém Barabás KC-hoz igazolt. Itt egy szezont töltött, majd az aktuális bajnok csapathoz, a Győri Audi ETO KC-hoz igazolt. Ekkor érkezett a csapathoz Ambros Martín is, és ekkor kezdődött el a csapat eddigi legsikeresebb időszaka, amely során 2013-ban és 2014-ben is megnyerték a bajnokok ligáját. A kevés játéklehetőség miatt azonban a két sikeres szezon után a Váci NKSE csapatához távozott, amelyben meghatározó szerepet töltött be. Habár a csapata nem szerepelt kiemelkedően, és az alapszakaszban csak a 9. helyen végzett, ráadásul szezon közben könyöksérülése miatt néhány mérkőzést ki is kellett hagynia, mégis jó szezont zárt. 16 meccsen lépett pályára az alapszakaszban, amelyen 104 gólt szerzett, és ez felkeltette a Ferencváros érdeklődését, amely le is igazolta 1+2 évre, így a 2015–2016-os szezontól ott játszik. 2018 novemberében bejelentette, hogy gyermeket vár, ezért szünetelteti pályafutását. A 2020-2021-es szezontól újra a Debreceni VSC játékosa.

### A válogatottban
A felnőtt válogatottal első világeseménye a 2015-ös világbajnokság volt, amelynek keretébe a csoportmérkőzéseken nem került be. A csapat összetételén azonban két alkalommal változtathat a szövetségi kapitány a világbajnokság alatt, és Németh András a nyolcaddöntőre a sérüléssel küzdő Bulath Anita helyére becserélte a keretbe.

## Magánélete
Párja Pál Gergely, szintén kézilabdázó. Gyermekük, Bendegúz 2019. június 13-án született.

## Sikerei
- Magyar bajnokság 2-szeres győztese: 2013, 2014
- Magyar kupa 2-szeres győztese: 2013, 2014
- Bajnokok ligája 2-szeres győztese: 2013, 2014